# Lucas Judge
Lucas Judge (5 maart 1982) is een Nederlands hockey-trainer van Hockeyclubb SCHC uit Bilthoven en voormalig Nederlands hockeyinternational.
In het seizoen 2016-2017 werd Judge hoofdtrainer van de nieuwe fusieclub Oranje-Rood. Het was voor Judge, dan 34 jaar, ook zijn eerste baan als hoofdtrainer. In zijn actieve carrière speelde Judge voor EMHC, Oranje Zwart en Pinoké, waar hij zijn carrière in 2014 afsloot. Direct na zijn hockeycarrière werd Judge assistent-coach bij Laren.